# Вольфрамат магния
Вольфрамат магния — неорганическое соединение,
соль магния и вольфрамовой кислоты с формулой MgWO4,
бесцветные кристаллы,
не растворяется в воде,
образует кристаллогидраты.

## Получение
- Сплавление оксидов магния и вольфрама:

{\displaystyle {\mathsf {MgO+WO_{3}\ {\xrightarrow {T}}\ MgWO_{4}}}}

## Физические свойства
Вольфрамат магния образует бесцветные кристаллы
моноклинной сингонии,
пространственная группа P 2/a,
параметры ячейки a = 0,492 нм, b = 0,566 нм, c = 0,468 нм, β = 90,33°, Z = 2.
При температуре 1055°С происходит в высокотемпературную фазу.
Не растворяется в воде и этаноле.
Образует кристаллогидраты состава MgWO4•n H2O, где n = 1 и 2, которые можно получить гидротермальным синтезом.

## См.также
Вольфрамовая кислота